# Шнаево (река)
Шнаево — река в России, протекает по территории Городищенского района Пензенской области. Река впадает в Суру на 677 км. Длина реки составляет 17 км, площадь водосборного бассейна — 116 км².
У реки есть левый приток — ручей Можаровка.
От устья к истоку на реке расположены населённые пункты: Красный, Трушнино, Новые Забалки и Шнаево. В районе устья река протекает через железную линию Пенза — Ряжск (на участке 752 −756 км).

## Данные водного реестра
По данным государственного водного реестра России относится к Верхневолжскому бассейновому округу, водохозяйственный участок реки — Сура от истока до Сурского гидроузла, речной подбассейн реки — Сура. Речной бассейн реки — (Верхняя) Волга до Куйбышевского водохранилища (без бассейна Оки).
Код объекта в государственном водном реестре — 08010500112110000035536.